# أوزفالدو ميراندا (مبارز بالسيف)
أوزفالدو ميراندا هو مبارز بالسيف كوبي، (ولد في هافانا في كوبا 1887  م).

## وصلات خارجية
- أوزفالدو ميراندا على موقع أوليمبيديا (الإنجليزية)